# Gulyás (étel)
A gulyás (németül: Gulasch, angolul: goulash) közeli rokonaival, a pörkölttel és a paprikással a legfontosabb parasztételek, amelyek a 19. században a polgári és a nemesi konyhában teljes mértékben létjogosultságot szereztek. A „magyar gulyásleves” 2017 óta hungarikum.
A magyar konyhaművészet alapjait képező három ételfajta (bizonyos szempontból idesorolható a halászlé is) története elválaszthatatlan egymástól, sőt a forrásokból nagyon sokszor az sem derül ki egyértelműen, hogy mely ételről van szó, ugyanis az elnevezések használata nem volt egységes, mint ahogy napjainkban sem az. A gulyás külföldön is az egyik legnépszerűbb magyar eredetű étel, amelyet igen sok országban ismernek Gulasch, goulash néven, bár elkészítési módjuk különbözik a „mi” gulyásunkétól. A gulyás hírnevét az utóbbi évszázadban elhomályosította a gulyásleves, amelynek történelmi szerepe, elkészítési módja egészen más, mint a pásztorok által készített eredeti gulyás ételé volt.

## A gulyás története
Több forrás is megegyezik abban, hogy az étel születését, elterjedését az alföldi pásztorélethez kapcsolja, amelynek kerete a külterjes állattenyésztés volt (a  Nagykunság,  a  Hortobágy  és  peremvidékei). A pásztorok a településektől távol élve maguknak főztek, és ehhez szinte egyetlen főzőedényük volt, a fémbogrács. Kenyeret, szalonnát, fűszereket hoztak magukkal, a hús adott volt. Az 1790-es évekig valószínűleg a marhahús volt jellemző, hiszen a legelőkön főleg magyar szürkemarhát tartottak. Ekkor jelentek meg nagy számban a juhok, s a juhászok természetesen azoknak a húsát fogyasztották. Az első időkben köret (krumpli) nélkül fogyasztották, csak kenyérrel, a húsokat bicskahegyre tűzve, esetleg kanállal.
Mivel a marhatenyésztés a társadalom több rétegének biztosította jövedelmét, akik közvetlen kapcsolatba kerültek a pásztorokkal (földbirtokosok vagy megbízottaik, kereskedők, gazdag parasztok), előfordulhat, hogy korán megismerkedtek ezzel a könnyen elkészíthető, de ízletes étellel. Figyelembe véve készítésének egyszerűségét és a pásztorok életkörülményeit, elképzelhető, hogy a 18. század végére, első fennmaradt írásos megemlítésének idejére a gulyás (pörkölt, paprikás) mint ételtípus létezése már hosszú évszázadokra tekintett vissza. Fordulatot történetében a paprika megjelenése hozott, amelyet az első időkben kimondottan „paraszti” fűszernek tartottak. Váncsa István vélekedése szerint a rendkívül magas piaci értékű marhahús semmiképpen sem lehetett a gulyások mindennapi eledele, nem is tekinthető jellegzetes pusztai ételnek, hanem inkább városi (pesti, bécsi) vendéglőkben feltalált (feltálalt) étel, a XIX. század második felétől.
Első ismert irodalmi előfordulása Mátyus István: Diaetetica, az az, a' jó egészség' meg tartásának modját fundamentomoson elö-ado könyv című művében volt „Gujás-hús” alakban, 1787-ben. Érdekessége, hogy az Erdélyben élő Mátyusnak az alföldi pásztorok hagyományos ételéről közvetlen tapasztalata nem volt, de a szövegkörnyezetből kitűnik, hogy a gulyás akkor már közismert ételelnevezés volt, és készítési módját is ismerték. A következő években is gyakran feltűnik különböző szerzők írásaiban mint olyan étel neve, amelyhez külön magyarázat nem szükséges.
Gvadányi József Peleskei nótáriusa 1790-ben hortobágyi utazása alatt ismerte meg a gulyáshúst, amelyet egy gulyás készített számára. Innen származik a gulyás készítésének első, igen szemléletes leírása. Érdekessége, hogy Gvadányi nem említi az étel nevét, valamint a hozzávalók között nem szerepel a paprika, amelyet a költő versének más helyén viszont megemlít törökbors néven. Az ételnév elmaradásának oka lehetett az is, hogy a pásztorok ételüket mindössze csak „hús” néven említették: húst főznek. Általában a gulyás elnevezést az irodalmi köznyelvben használták, a nép nyelvén a paprikás ételeket pörkölt vagy paprikás névvel illették.
A gulyás (pörkölt, paprikás) a paraszti konyhában is hamar feltűnt, erről már 1792-ből van írott adat. A paprikás húst 1786-ban említi először a szegedi piarista rendház rektora számadáskönyvében. Valószínűsíthető, hogy a munkásoknak készítették. Veszelszki Antal orvos, botanikus a törött fűszerpaprikát egyértelműen a köznép fűszerének tartja, s megemlíti, hogy „A' Magyarok, a' Rátzok gulyás – húsban igen szeretik.”
A gulyás igen hamar, már 1793-ban megjelent mint katonaétel. A rajnai fronton egy magyar egység táborozott, amikor augusztus „21-dikben, mikor éppen egy kis gulyás húst főznénk, akkor ütött ránk az ellenség”, azaz a franciák. A tisztek is valószínűleg megismerkedtek vele. A gulyás másik útja az előkelő rétegek felé az utasok számára a vendégfogadókban felszolgált vagy vadászatokon fogyasztott ételként vezetett. Szirmay Antal 1804-ben a régebbi eredetű borsos gulyáshúst már mint a nemesi középrétegek hagyományos ételét említi, míg az újabb, paprikával készült változatot egyértelműen a paraszti ételek közé sorolja.

### A gulyás mint nemzeti étel
Bármilyen különösnek tűnik, de a gulyás (pörkölt, paprikás) nemzeti étellé válása szoros összefüggésben állt II. József reformtörekvéseivel. Az uralkodó politikájával erősen veszélyeztette Magyarország jogi különállását, mivel azt Ausztriával és Csehországgal közös, egységes birodalmi közigazgatási rendszerbe kívánta olvasztani. A kiváltságait féltő nemesség a magyar nyelv védelme és a magyar ruha újbóli divatba hozása mellett egy egyszerű alföldi pásztorételben vélte megtalálni azt az ételt, amely a magyar nép egységét és egyéni jellegét hangsúlyozza. Kiválasztódásának több oka is volt. Sajátos megjelenése (a paprika szép, egyéni színt adott neki), valamelyes ismertsége, amit az utazók, katonák révén ért el, sokat nyomott a latba, de az elsődleges ok egészen más volt. A gulyást színmagyar ételnek tartották, hiszen az Alföldnek olyan részéből származott (a Nagykunság, a Hortobágy és peremvidékei), amelyet a legkevésbé ért el a Dunántúlon igen jellemző „elnémetesedés”. Ilyen ételt a magyar nemesség asztalán nemigen lehetett volna találni, ezért esett egy pásztorételre a választás.

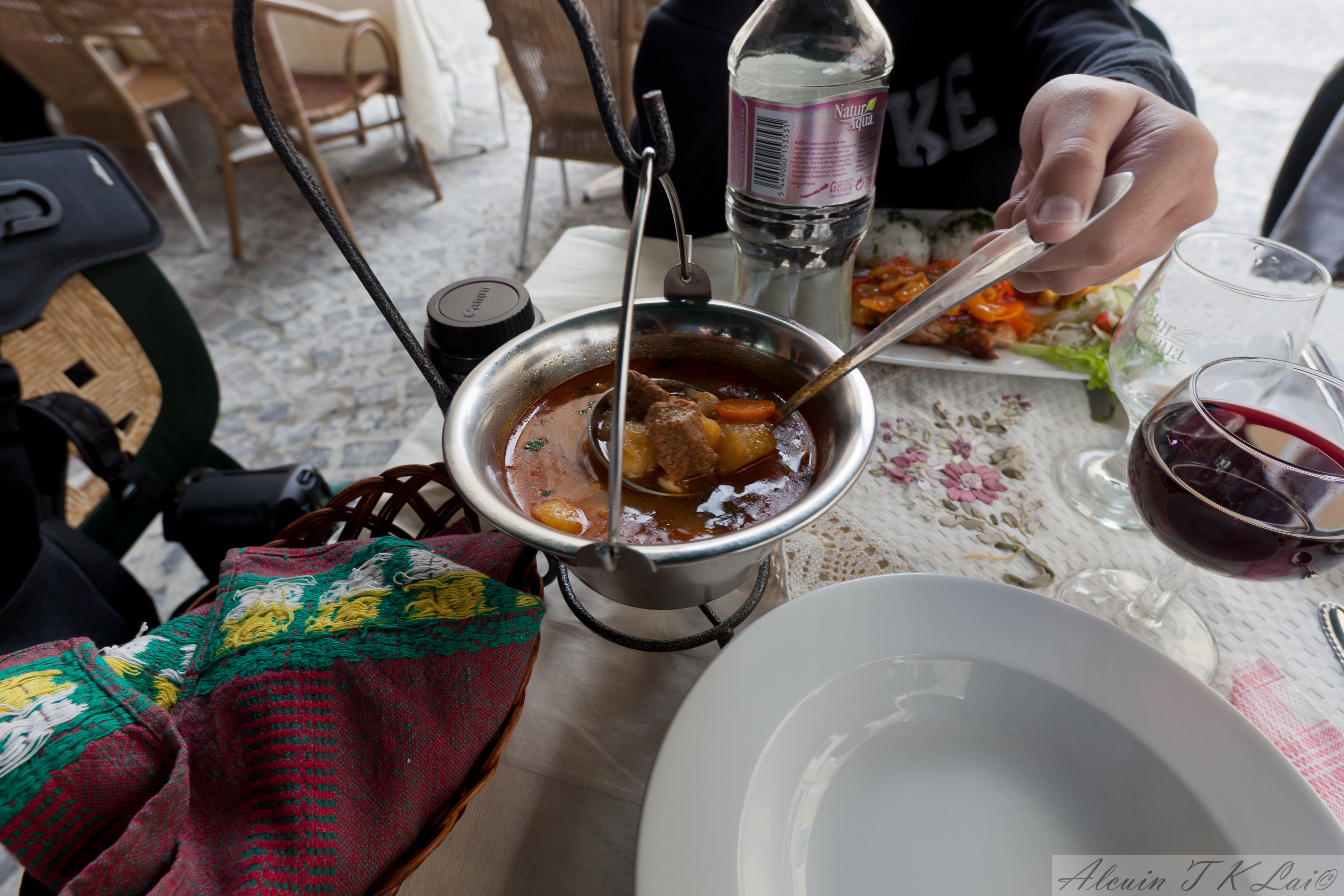
Bográcsgulyás

Az sem zavarta a szimbólumalkotókat, hogy a paprikás hús, a paprikás ételek nemigen voltak hagyományosnak nevezhetőek, hiszen a paprika használata nem tekintett vissza hosszú múltra. A céltudatos hagyományalkotás (a kitalált tradíció) gyors sikerét jelzi, hogy gróf Johann Centurius Hoffmannsegg szászországi utazó már 1794-ben úgy említi a paprikás ételt mint magyar nemzeti eledelt: „ein ungarisches National-Gerichte von Fleisch mit türkischen Pfeffer” (egy húsból törökborssal (paprikával) készült magyar nemzeti étel). Mivel írásában ízletessége mellett dicsérte egészségre kedvező hatását, könnyűségét, valószínűleg gulyásról lehetett szó, amely a három étel közül a legkevésbé zsíros, „legkönnyebb”.
Ekkortól a gulyás karrierje gyorsan ívelt fel. Az 1800-as években a gulyás szó bekerült a szótárakba, az 1810-es években receptje megjelent a szakácskönyvekben, az 1820-as években feltűnt a vidéki városi vendéglők étlapján. Az 1830-as években tudományos értekezésben sorolják a magyar nemzeti jellegzetességek közé, s az 1840-es években a „pörkölt hús” megjelent a pesti belvárosi vendéglők kínálatában. S végül a paprikás ételek biztos helyet vívtak ki maguknak a polgári konyhában. Ezt jelzi, hogy egy 1810-es feljegyzés szerint Pesten a gujásos húst galuskával körítve fogyasztották. Széchenyi István 1830-ban született Hitel című művének előszavából következtethető, hogy a paprika mint fűszer használata már megjelent a főnemesi konyhákban is: „… mint sokan azt tartják igazán mesterszakácsnak, ki mindent rendkívül paprikáz, s csak azt ugyancsak magyar embernek, ki azt szereti is.”
Nemzeti étel státusza ellenére a gulyás nem volt igazán magas rangú étel a köznemesi, főnemesi és polgári asztalokon. Kimondottan férfiételként tartották számon, ami nem elég előkelő ahhoz, hogy hölgyvendégek elé is oda lehessen tálalni. Viszont a parasztok között az 1830-as évekre mindennapos pásztorételből lakodalmi fogássá nőtte ki magát, érdekes módon először az országnak azokban a részeiben, ahol a gulyás (pörkölt, paprikás) nem volt „őshonos”. Az ormánsági lakodalmakban már 1827-ben szolgáltak fel gullyásos húst, s a Tolna vármegyei német falvakban is az 1840-es években. Ezeken a területeken kimondottan ünnepi éteknek számított. Ez a folyamat a fő elterjedési területén, az Alföldön, ahol a gulyást, a pörköltöt és a paprikást pásztorételként ismerték, lassabban ment végbe, csak a 19. század közepe körül kezdődött, s egyes részein (pl. Debrecen környékén) egészen a 20. század elejéig tartott. Igazán csak a pörkölt/paprikás emelkedett az ünnepi ételek rangjára. Viszont a hétköznapi paraszti étkezések rendjébe igen hamar beépült, hiszen egykorú leírás szerint a szárnyasból készült tyúkpaprikás már 1846-ban hétköznapi ételnek számított.
A paprikás ételek elterjedése az ország területén nem volt egységes. Míg az Alföldön igen gyakran készítették őket hétköz- és ünnepnapokon is, addig a Dunántúlon csak az Alföldhöz közel eső területeken voltak igen korán ismert és fogyasztott ételek. Belső-Somogyban és Észak-Magyarországon csak az 1920-as években jelentek meg, s először csak ünnepi alkalmakra készítették a pörköltöt és a paprikást. Borsodban egészen az 1950-es évekig nem szerepelt a lakodalmi menüsorban egyik ételtípus sem. Az Alföldön kívüli területeken még az 1960-as években sem tartozott a leggyakoribb ételek közé. Viszont az Osztrák–Magyar Monarchia területén Bécsből indulva elterjedt mind német, mind cseh nyelvű területeken is. Csehország egyes részein az ünnepi étkezések egyik szereplője volt a gulyás.

## A gulyásfőzés
La principale préparation de viande est le mets national dit Paprikas hus; il se compose essentiellment de diverses viandes ou volailles, toujour associées ou à la viande fumée de lard, assaisonnées d'oignons, de sel et surtoutd'un piment rouge (Paprika) qui donne le nom au mets entier: le tout est soumis à une cuisson prolongée, de manière à produire un jus épais. Permi les autres préparations de viandes, on doit encore citer le Gulyas hus (ragoût des bergers), dont le jus très-liquide sort, comme bouillon, à assaisonner le plain; le Porkelt hus, mets à jus concentré et qui se mange froid et solide.
Részlet Frédéric Le Play Les ouviers européens című művéből (1855)

„A húst főleg paprikás hús nevű nemzeti eledel gyanánt készítve eszik; ez különféle húsból vagy szárnyasból áll, melyet füstölt vagy füstöletlen szalonna zsírjával készítenek hagymával, sóval és veres borssal (paprika) fűszerezve, melyről az ételt elnevezték; az egészet soká pirítják, hogy leve megsűrűsödjék. A többi húsétkek közül említendő még a gulyás hús (gulyások vagdalékja), melynek híg levével a kenyeret ízesítik; a porkelt hus melyet sűrű lére készítenek s hidegen és megsűrűsödve esznek.”
Pierre Guillaume Frédéric le Play francia utazó leírásában, amiben egy hatvani jobbágygazda gazdaságát ismertette, igen szemléletesen ábrázolta a gulyás, a paprikás és a pörkölt közötti különbséget.
Feljegyzése némileg rímel Erdei Ferenc megállapításával, amelynek forrása Tarjányi Imre híres karcagi főzőmester volt:
Eszerint a paprikával főzött nemzeti húsételek népes családjának három ága van:
- – a paprikás,
- – a pörkölt,
- – és ami se nem paprikás, se nem pörkölt.

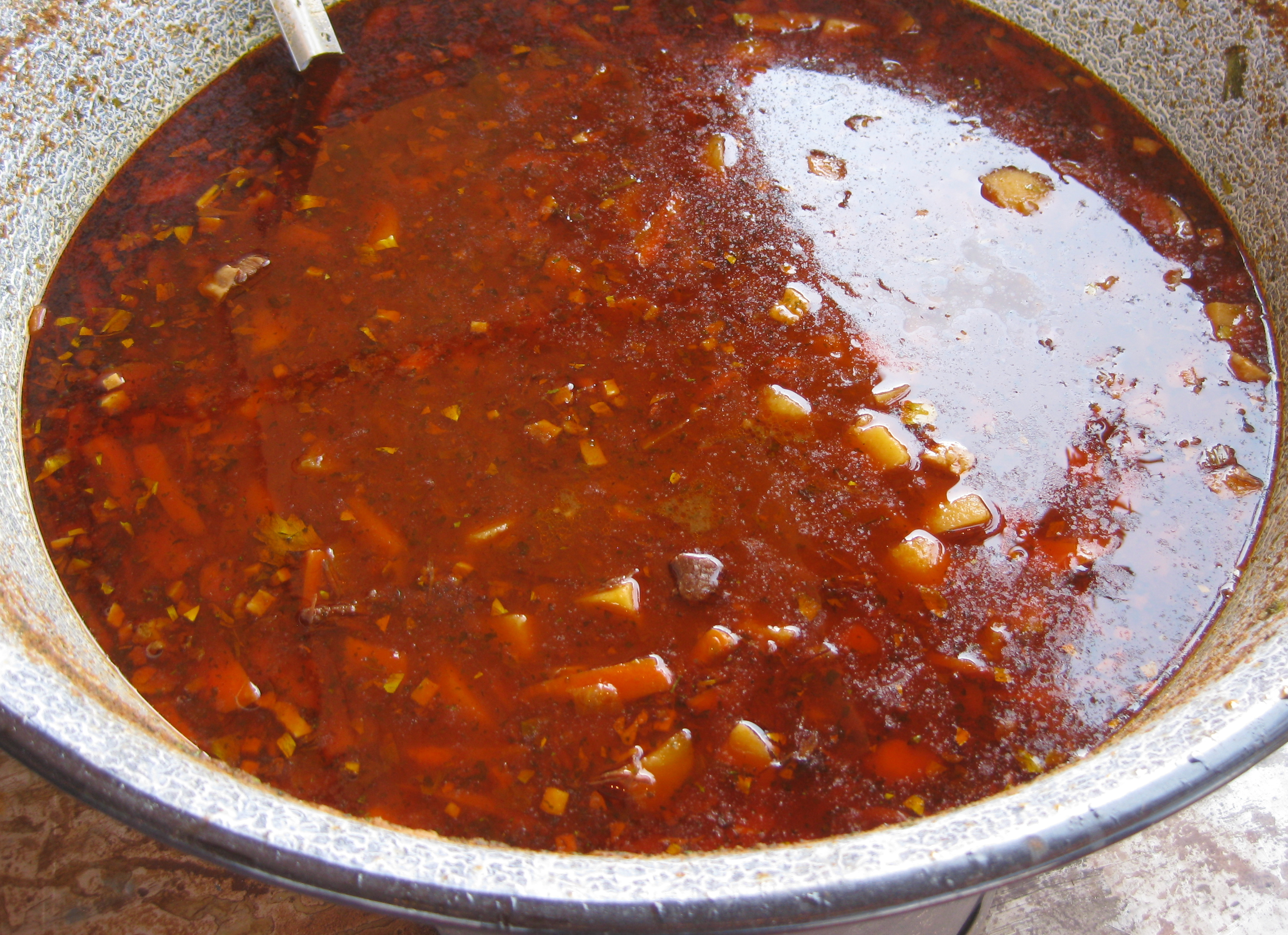
Szaftos, hosszú lére eresztett, sűrű gulyás a bográcsban

"Ami se nem paprikás, se nem pörkölt, annak nincs is közös neve, de van közös lényege, s ez valami egészen más, mint a paprikás és a pörkölt. Az ilyen főzési technológia szabályai a következők. A feldarabolt húst zsír nélkül a kellő mennyiségű apróra vágott hagymával és vízzel együtt hidegen beleteszik a bográcsba, és a tűz fölé akasztva erős tűzön főzik. A sót és a paprikát forrás közben teszik hozzá, a paprikát azonban úgy, hogy főzés közben csak a szükségesnek egy részét, a többit pedig a főzés befejezése előtt, hogy minél élénkebb piros maradjon. Az így főzött se nem paprikás, se nem pörkölt lehet hosszú levű és rövid levű. Hosszú levű a halászlé és a gulyás, rövid levű a juhászos birka és a toros disznó. Az elnevezésekből látható, hogy olyan főzési mód ez, ami maximálisan leegyszerűsített eljárás: mindent egyszerre beletesznek a bográcsba, s azután „fő magától”, csupán rá kell nézni olykor, a tüzet táplálni és sót-paprikát beletenni (a só előre is beletehető). Így főz a juhász, a gulyás, a halász és a disznóöléskor dolgozó böllér, mert nem ér rá hosszasabban pepecselni a főzéssel. 
Az így főtt paprikás húsétel különlegesen ízes, könnyű, s gyomorbajosok is inkább ehetik, mint a paprikást, vagy a pörköltet. Itt a lé a lényeg, akár hosszú, akár rövid. Nincsen zsír- és pörkölthagyma íze, benne tisztán és üdén egyesül harmóniában a hús vagy a hal, továbbá a friss hagyma és paprika íze. Az ilyen lének nem úszik vastag zsírréteg a tetején, nincs vizesebb „alja”, és nincs leülepedett „ruskója”; olyan, mint kibuggyant, meg nem alvadt vér, mindenütt piros, az aljától a tetejéig, és egységes „kolloid” állapotú lé ez, aminek íze, illata mindenek fölött álló."

" Gulyás-hús …. egy casseroléba tedd veres hagymával együtt és tedd hozzá a húst és tulajdon levébe főzzed, sózd és paprikázd-meg; utoljára hintsd-be liszttel hogy a leve sűrűbb legyen, és tovább ne főzd."

Gundel Károly így igazít el a gulyás – pörkölt – paprikás – tokány ételek útvesztőjében:

"A gulyás bőséges lével, hagymával és paprikával készített leveses étel, kockára vágott burgonyával és csipetkével. A pörkölt ugyancsak paprikával készült, itt azonban az apróra vágott hagyma nagyobb szerepet játszik, leve sűrű, mártásszerű, maga az étel raguhoz hasonlítható. A paprikás lényegében abban különbözik a pörkölttől, hogy csak fehér húsú állatokból, tejföllel, vagy tejföllel elkevert tejszínnel készül, némileg kevesebb hagymával és paprikával. Úgy is mondhatnánk, hogy ez a pörköltnek finomabb, szalonképesebb változata. A tokány az előző kettőhöz hasonló, de ennél a húst nem kockára, hanem többnyire kisujjnyi csíkokra vágjuk. Néhány tokánynál a paprika csak aláfestő szerepet játszik, esetleg el is marad, viszont előtérbe kerülnek egyéb fűszerek és segédanyagok, például a bors, a majoránna, illetve a paradicsom, füstölt szalonna, kolbász, gomba, zöldborsó stb."

### Húsok
Eredetileg a gulyást és rokon ételeit marhahúsból készítették, de szinte bármilyen hús felhasználható hozzá: birkahús, sertéshús, baromfihús. De nem ajánlott a bárány- és a borjúhús, valamint más fiatal állatok húsa, mert túl zsengék, ámbár hamarabb főnek meg és kevesebb a gond velük a hús tisztításakor.

### Gulyásváltozatok

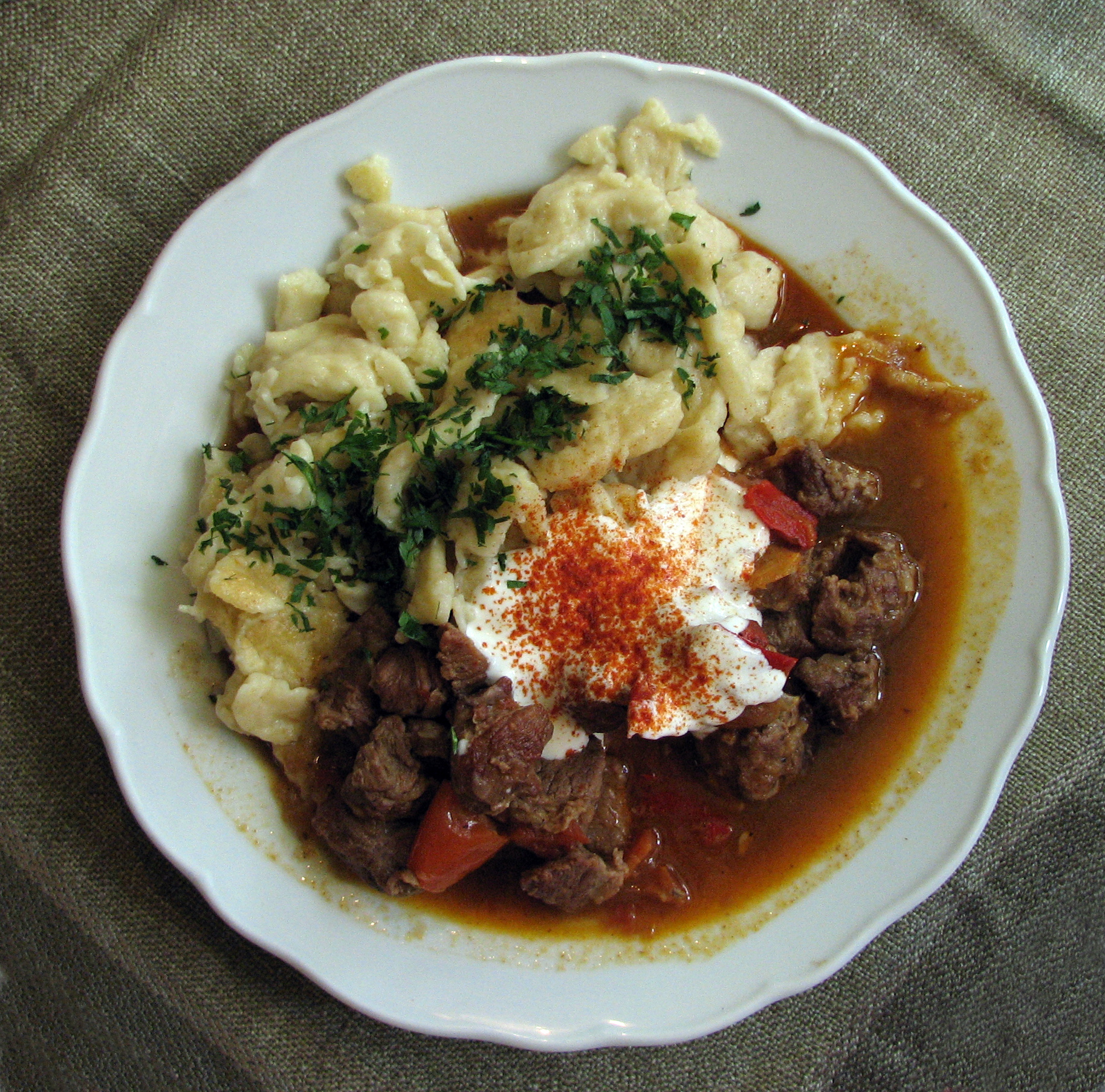
Ungarischer Kesselgulasch

- Bográcsgulyás: fokhagymával, paradicsommal ízesített változat.
- Alföldi gulyás: zöldségekkel (répával, karalábéval stb.) gazdagon dúsított változat.
- Szegedi gulyás: zöldségekkel és csipetkével készített gulyás.
- Andrássy-gulyás: marha húsból készül[5]
- Esterházy-gulyás: a zöldségeket vékony csíkokra vágva készül
- Császárgulyás: császárszalonnából[6]
- Kolozsvári gulyás: édeskáposztával készül.
- Szerb gulyás: kelkáposztával dúsított, majorannával ízesített változat.
- Csángó gulyás: savanyúkáposztával készítik.
- Babgulyás: a hosszú időre beáztatott száraz tarkababot egyszerre teszik fel a hússal főni. Gazdagon kell fűszerezni.
- Juhászos birka: a kizsírozott edénybe rétegezve rakják bele a húst, a paprikát és a hagymát. A hús a saját levében fő meg, s az eredmény nagyon hasonlít a pörköltre.

## A gulyásleves

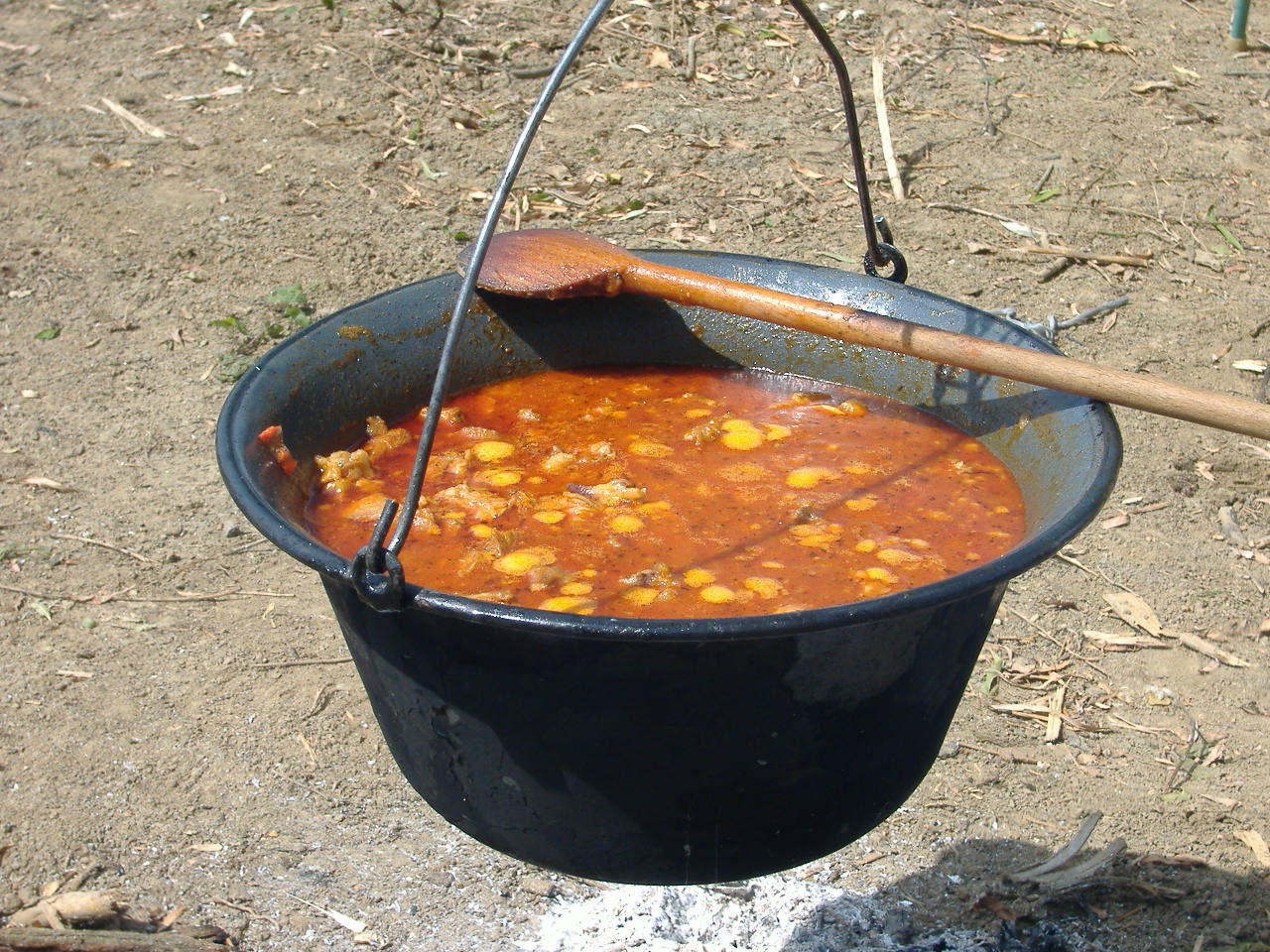
Bográcsban

A gulyáslevest kifejezetten magyar ételkülönlegességként ismerik világszerte, s közkedveltségnek örvend mind hazájában, mind a külföldi konyhákban. Valóságos nemzeti jelképpé vált, a pulihoz hasonlóan társítják Magyarországhoz.

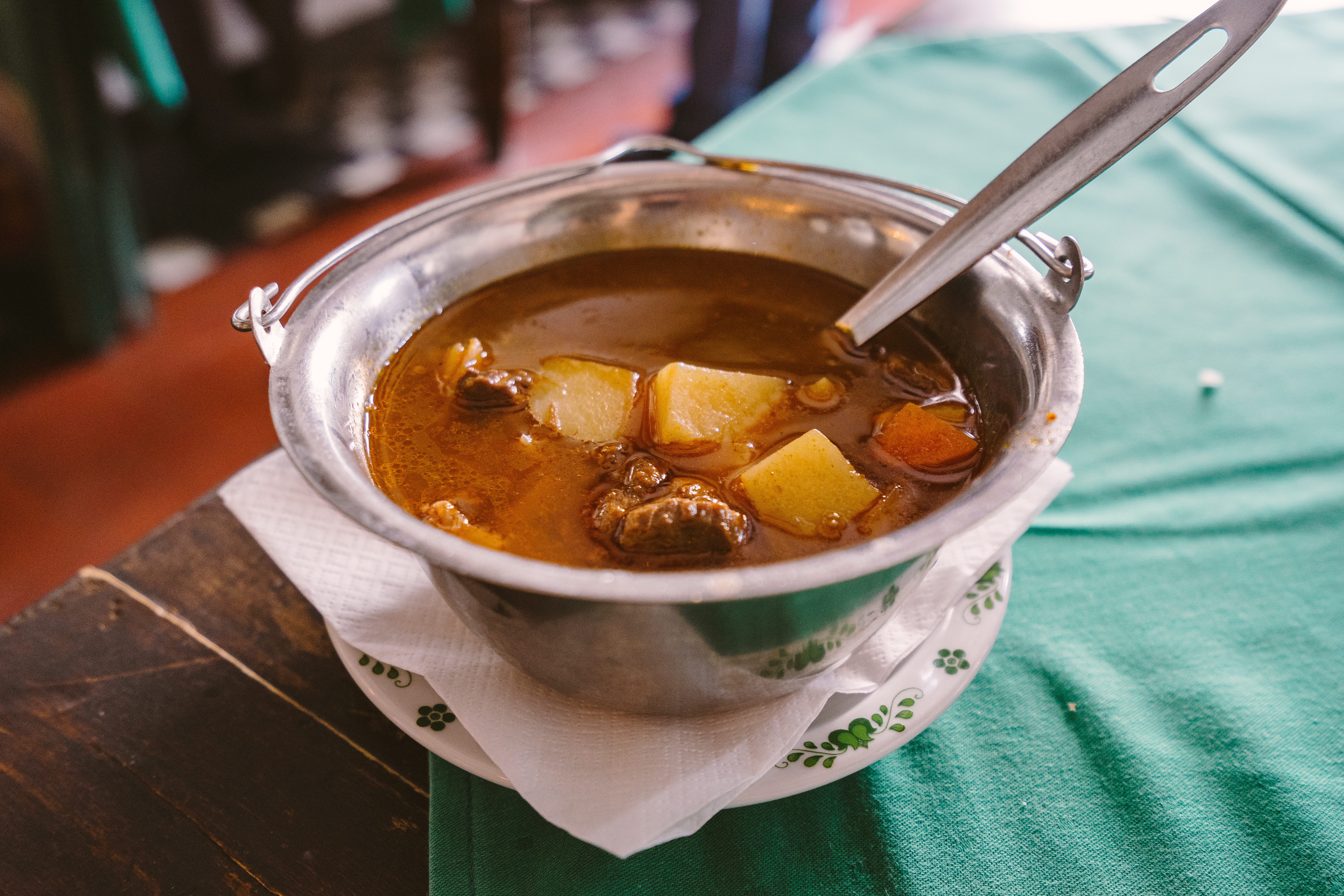
Gulyásleves bográcsban tálalva

A gulyásleves a „valódi” gulyás távoli rokona, elkészítési módja inkább a paprikásra, pörköltre hasonlít. Kimondottan a polgári konyha szülötte. Legkorábbi említése 1859-ből való, de valószínűleg félreértésen alapult: egy Komárom megyei község lakodalmi menüjében főételként említik, de ez a korabeli lakodalmi szokásokat ismerve lehetetlen. Az akadémiai Nagyszótár szóanyagában 1886-tól fordul elő állandó jelleggel. Egyre többször volt olvasható különböző forrásokban, a századfordulótól használata töretlen, s a gulyás alatt egyre inkább a gulyáslevest értették.
Időközben ugyanis a gulyás – pörkölt – paprikás elvesztette szimbolikus jelentését, közönséges étellé vált, amelyet általában csak pörköltként ismertek a köznyelvben, s a nagy hagyományú gulyás ételnév csak a gulyásleves elnevezésében maradt fent. Már egy 1935-ben készült idegenforgalmi prospektus „nemzeti ételként” említi, s ez a „hagyomány” fennmaradt mind a mai napig. A sűrű levű gulyás és a gulyásleves közötti különbséggel magyarázható, hogy külföldön máig pörköltös/paprikás ételként ismerik a gulyást, s a gulyásleves szinte ismeretlen számukra.

### Készítése
A gulyáslevest nagyon sokféle módon el lehet készíteni, és minden változatnak megvannak a maga rajongói, akik pár dologban mégis egyetértenek. Berántani, tehát a leves sűrítéséhez lisztet használni tilos. Ha mégis hígnak tűnne a leves, a paradicsompasztát ajánlják, de csak korlátozott mennyiségben adagolva (maximum néhány kanál), különben savanyú ízt kap.
Az alapreceptet felhasználva, nem csak marha, de mindenféle húsból (baromfi-, birka-, vad-, sőt vegyes húsból is) el lehet készíteni a levest, sőt készíthetjük pörköltből is. Van gombás, zöldbabos, zöldséges gulyásleves, sőt hús hozzáadása nélkül készített is, ez a „hamisgulyás”.

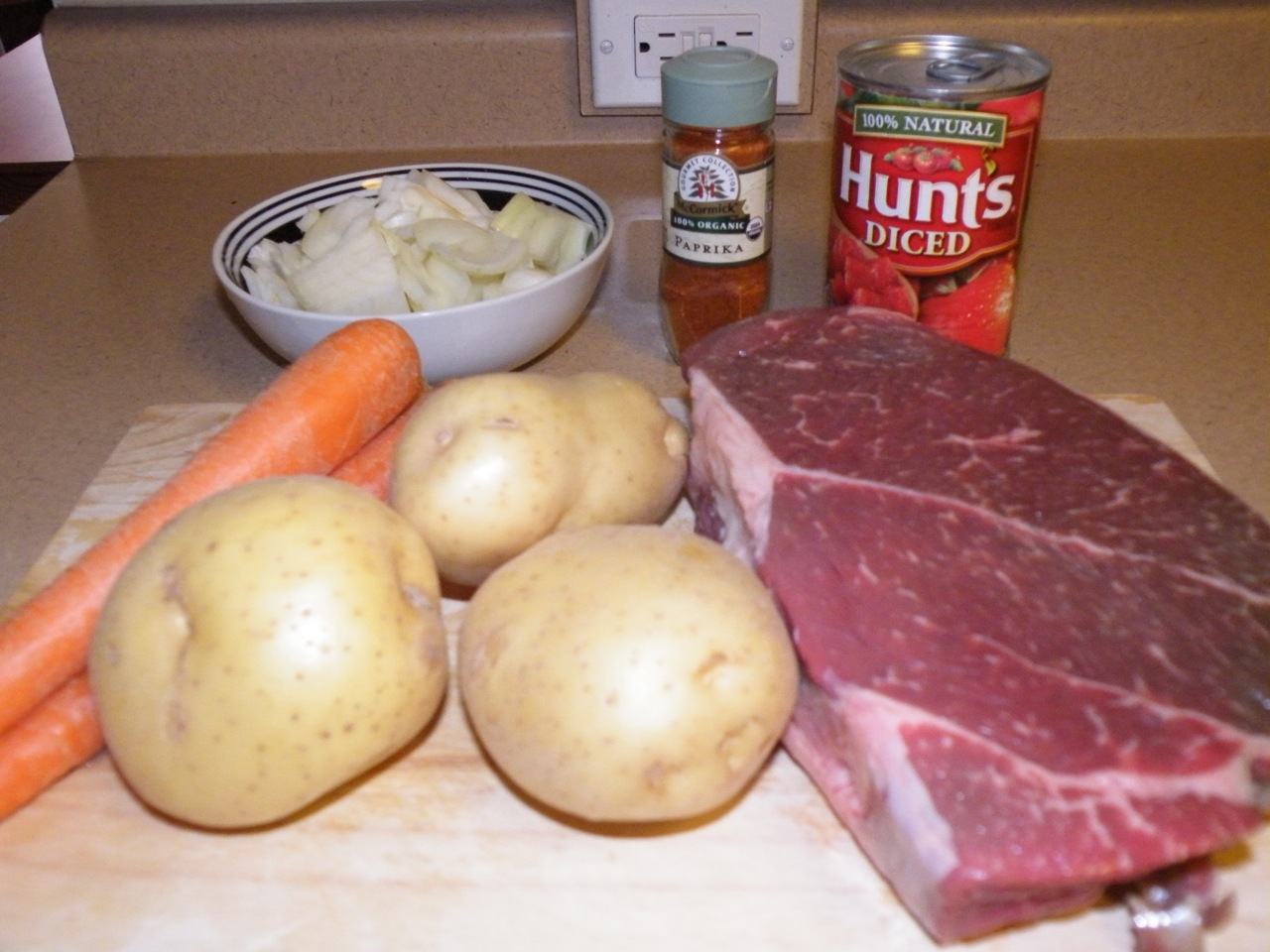
Az alapanyagok: hús, hagyma, burgonya, répa, fűszerek
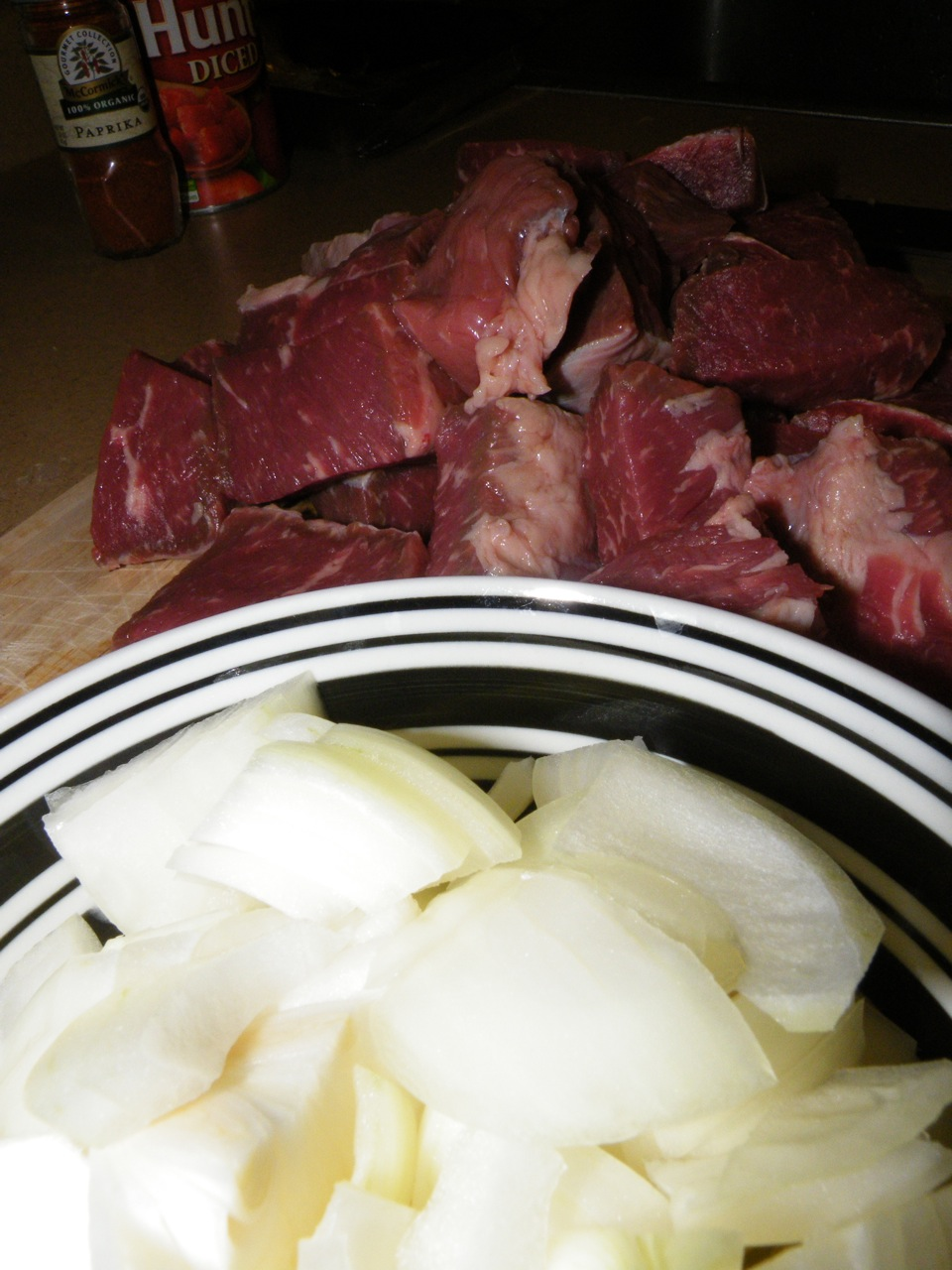
Felkockázott gulyáshús és felaprított hagyma
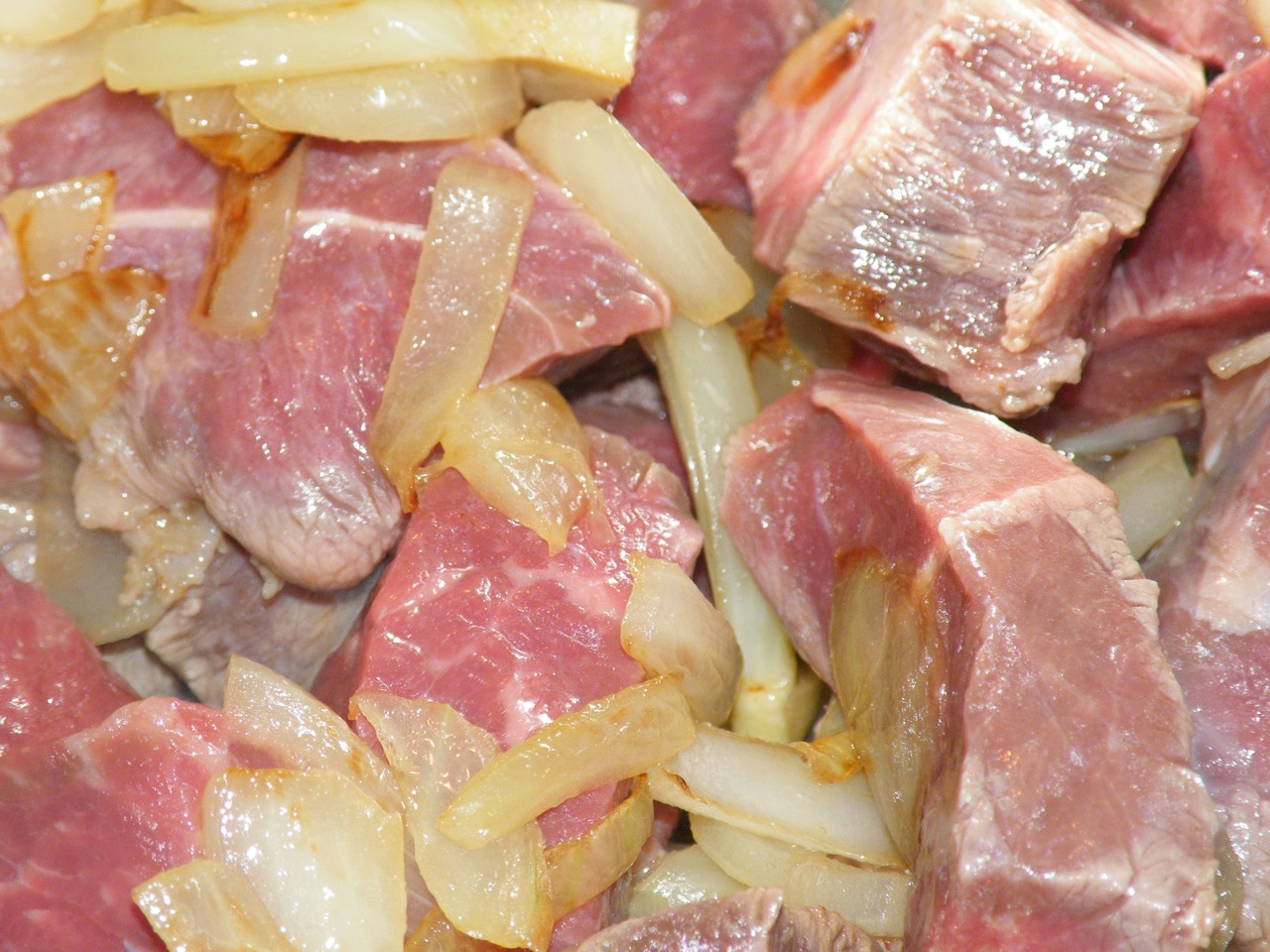
Felforrósított étolajon dinsztelt hagyma és hús
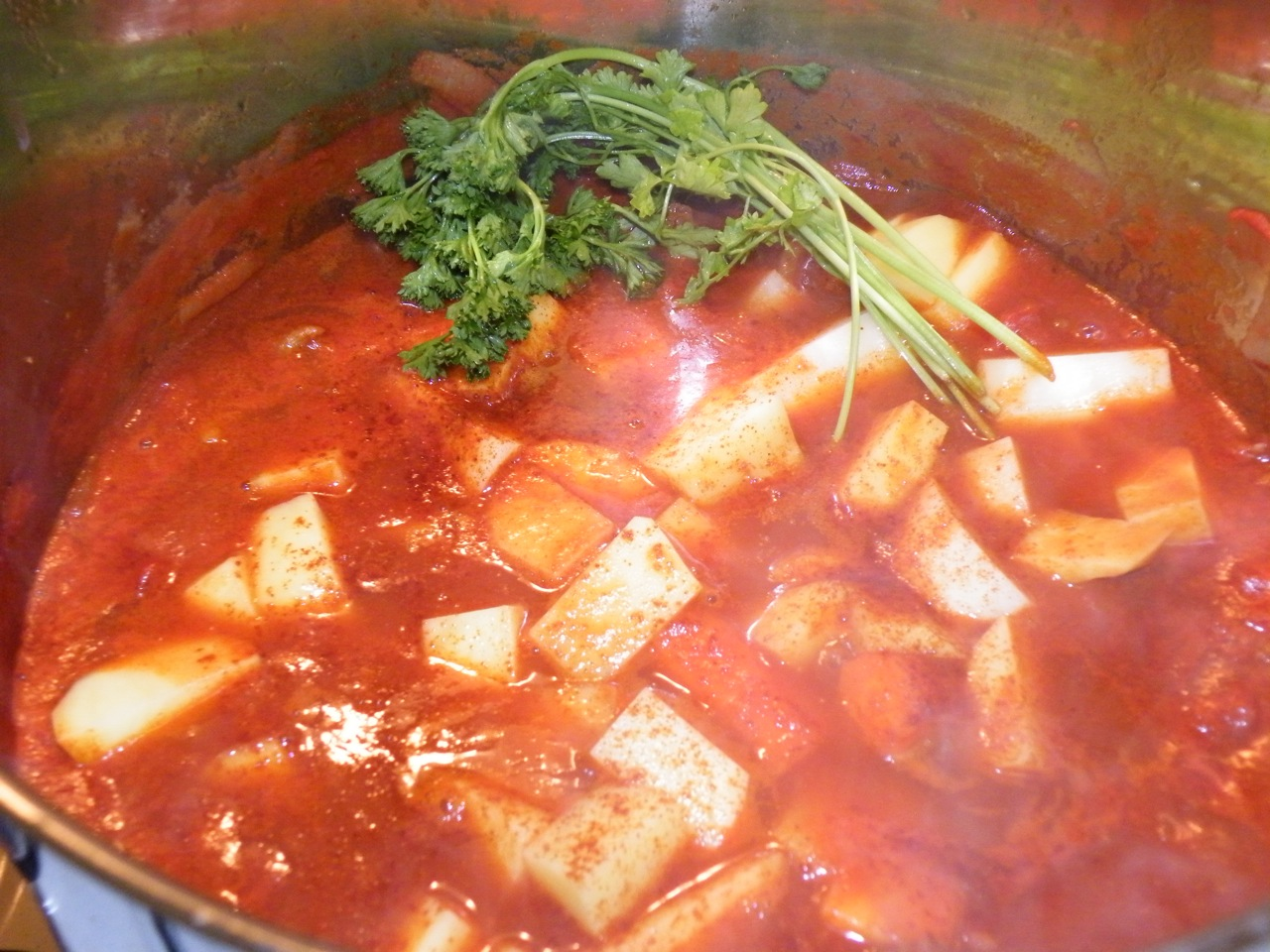
Sóval, fokhagymával, köménnyel ízesített hús feldarabolt leveszöldséggel együtt puhul
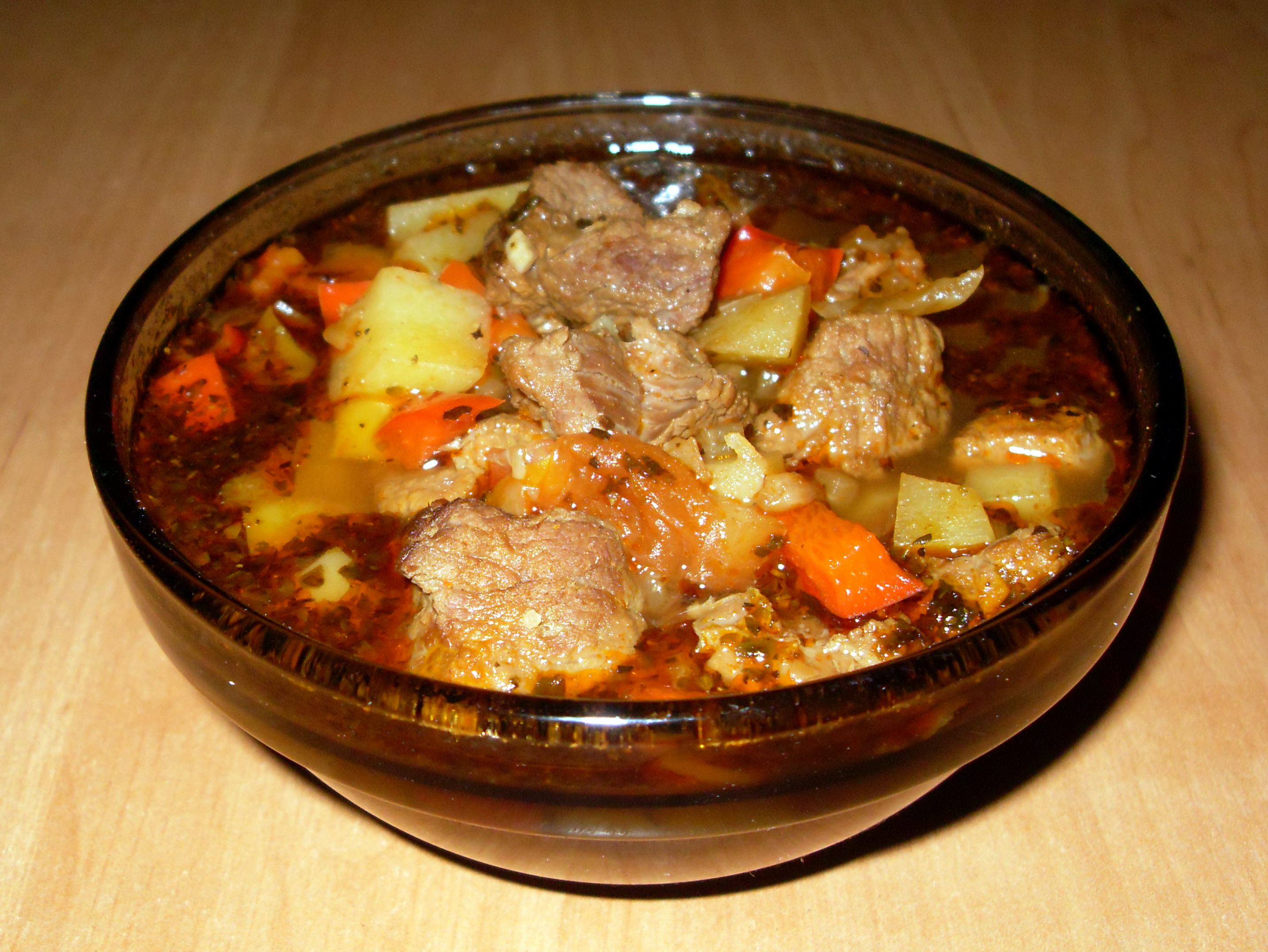
Egy tányér magyar gulyásleves

## Érdekességek

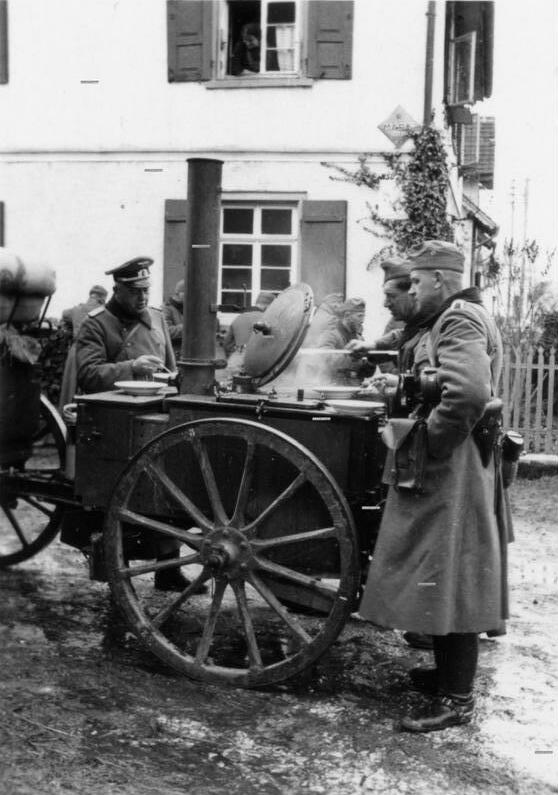
Német gulyáságyú (gulaschkanone) a második világháborúban

- Az étel nevét először 1807-ben nyomtatták ki németül, gujasfleisch alakban.
- Az első szakácskönyv, amelyben a gulyás receptje megjelent, Rátz Zsuzsanna Búza szükségben felsegéllő Jegyzések című receptgyűjteménye volt, amelyet Miskolcon adtak ki 1816-18-ban, és szerző a burgonyát kívánta népszerűsíteni a falusiak körében. Érdekessége, hogy a Gulyás-hús kromplival elkészítési módja szerint inkább a paprikásra emlékeztet, de paprikát nem használ.
- Az első külföldi szakácskönyvben 1826-ban jelent meg, s a neve meglepő módon Wiener oder Golasch-Fleisch volt, azaz bécsi vagy gulyás-hús.
- A gulyás legkorábbi ismert étlapi előfordulása a mosonmagyaróvári Fekete Sas vendéglőből származik 1836-ból.

## Irodalmi érdekességek

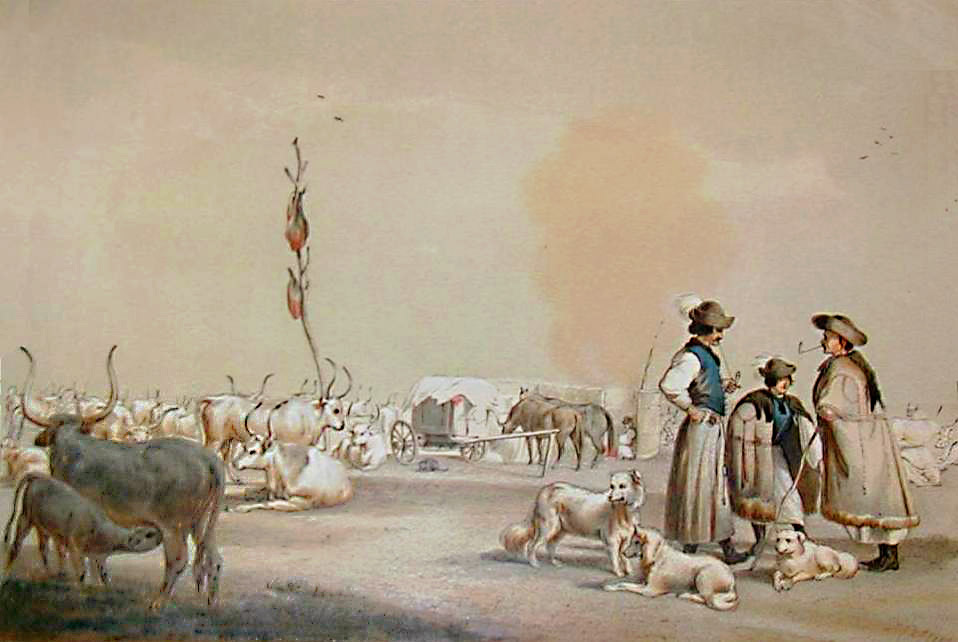
Sterio Károly: Gulyás, színes kőrajz Forrás Kresz Mária Magyar parasztviselet című könyve

- Az 1792-ben született Aeneise-fordításban, amelyet Szalkay András készített, Didó királynő a reggeli szépítkezés után:

„… a' többi dámákkal Frustukolnak gulyás húst.”
- A mára feledésbe ment gulyáshússá aprítani szólást először 1837-ben Garay János használta Árbócz című színművében.
- Ez a szólás Petőfi egyik Arany Jánoshoz írt levelében is előfordul (1848. január 2.), s ez az egyetlen eset, amikor a költő megemlíti ezt az ételt. Sem a pörköltet, sem a paprikást nem említette soha.
- Részlet Gvadányi József Peleskei nótárius-ának hortobágyi jelenetéből:

"Míg a’ lovam fűbe kötöttem pányvára,
Akasztott egy bográts húst a’ szolga fára
Meg borsolta, ’s veres hagymát metszett arra,
Kért: hogy a’ míg meg fő, üljek a’ szalmára.
Egy szép fejér tzipót, ollyat mint kalátsat,
Tett a’ bundájára. Fogta a’ bográtsot,
Egy jó rázást tévén, de illyent ki látott?
Magamnak is szemem meredt volt, ’s szám tátott.
Mert az egy rázással, melly hús volt fenekén,
Egybe felül’ esett, vala a’ tetején.
Egy darabotska is földre le nem esvén,
Tsudálkoznom kellett a’ gulyásnak tettén.
A’ melly hús felülről esett az allyára,
Nyers vala egészlen, alig érte pára:
A’ felső melly esett ennek a’ hátára,
Jól meg főtt, úgy tetszett, hogy nézek rázsásra.
Mondá gulyás, Uram! Immár lehet enni,
Ezen pásztor étel tetszésére kenni
Fog reménylem, azért abból tessék venni,
Itt van a’ tzipó is, az is meg kell szelni.
Jobb ízűt éltemben én ennél nem ettem,
Sokat evén abból majd meg betegedtem,
Azért a’ kulatsot kápáról le vettem,
Ezen jó szakátstsal kiüresítettem."
- Jókai Mór leírása a gulyás elkészítésének archaikus módjáról a Sárga rózsa című regényében:

" …Azután a taligás kiöblíté a bográcsot, ismét teletölté vízzel, s fölakasztá a tűz fölé.
Mire az urak visszakerülnek a nagy sétából, akkorra elkészül a gulyáshús.
Az lesz még csak a jó.
A Lacza Ferkó vezeti a társaságot, s mutogatja az uraknak a puszta nevezetességeit: a szélfogót, a körülkerített marhatemetőt.
– Mert hát azelőtt, hogy boldog világ volt, ha egy marha elhullott, biz azt ott hagytuk: seregestül jöttek rá a keselyűk, s gyöngyen eltakarították; de amióta „rönd” van az országban, az a parancsolat, hogy az esett marhát föl kell jelenteni a doktornak a mátai tanyán, az aztán kijön, megvizitálja; felírja, miben halt meg, s megparancsolja, hogy mindenestül el kell temetni. Hát bizony mink sajnáljuk, hogy annyi szép darab hús kárba vesszen: egy-egy combot lekanyarítunk belőle; azt földaraboljuk apróra, egy kicsit megabáljuk; aztán kiterítjük gyékényre, a karám tetejére, hogy a napon kiszikkadjon. Aztán zsákba rakjuk. S mikor aztán gulyáshúst akarunk főzni: ahány ember, annyi marokkal dobunk a szikkadt húsból a bográcsba…."

## Rendezvények
- Szolnoki Gulyásfesztivál (Nemzetközi Gulyásfőző- és Hagyományőrző Fesztivál)
- Országos Diák-gulyásfesztivál (Országos Ifjúsági Gulyásfesztivál), Fegyvernek
- Nemzetközi Gulyásfesztivál, Ada
- Lőrinci Gulyásfőző Verseny

## Gulyásnak nevezett külföldi ételek

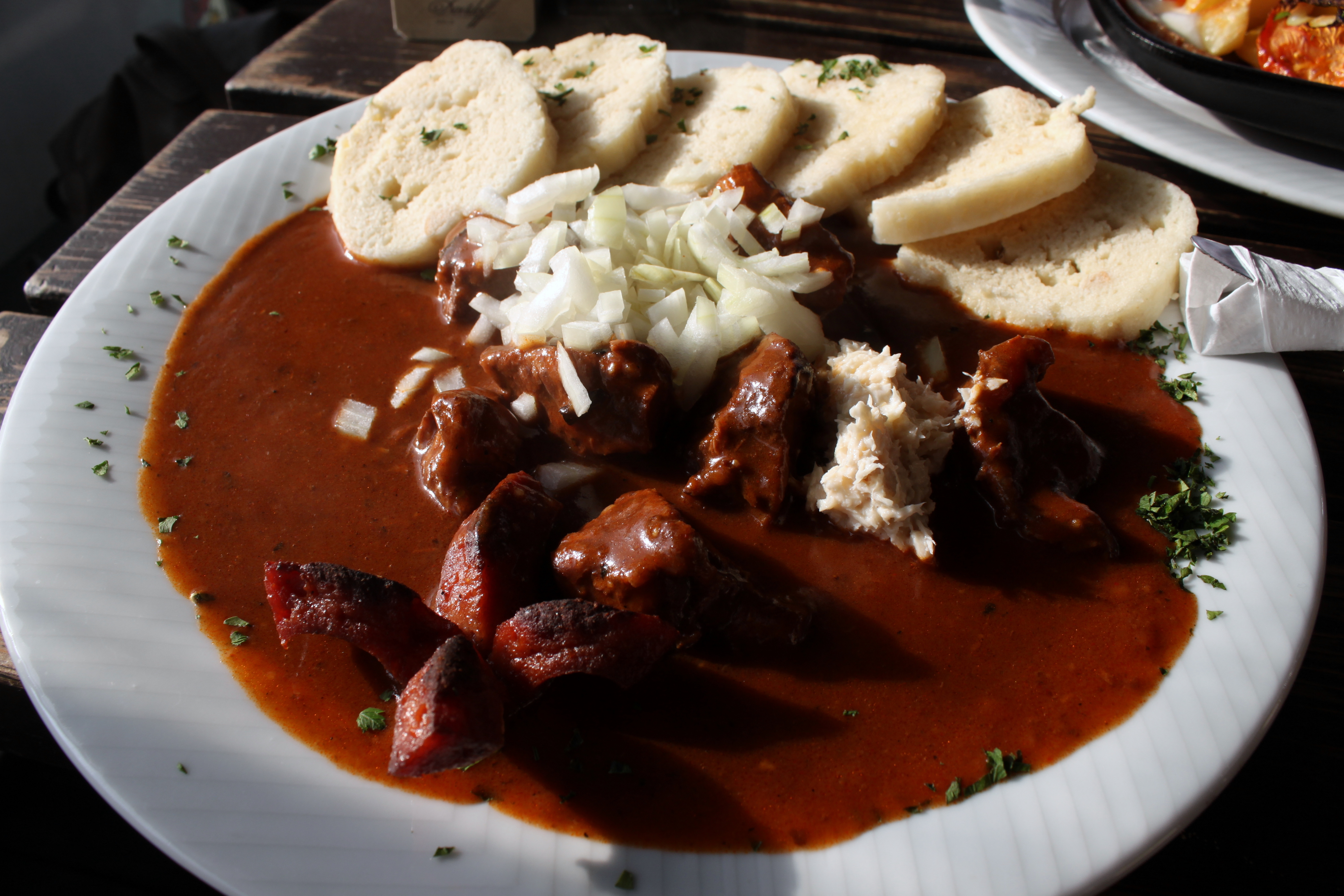
Csehország, plzensky gulaš
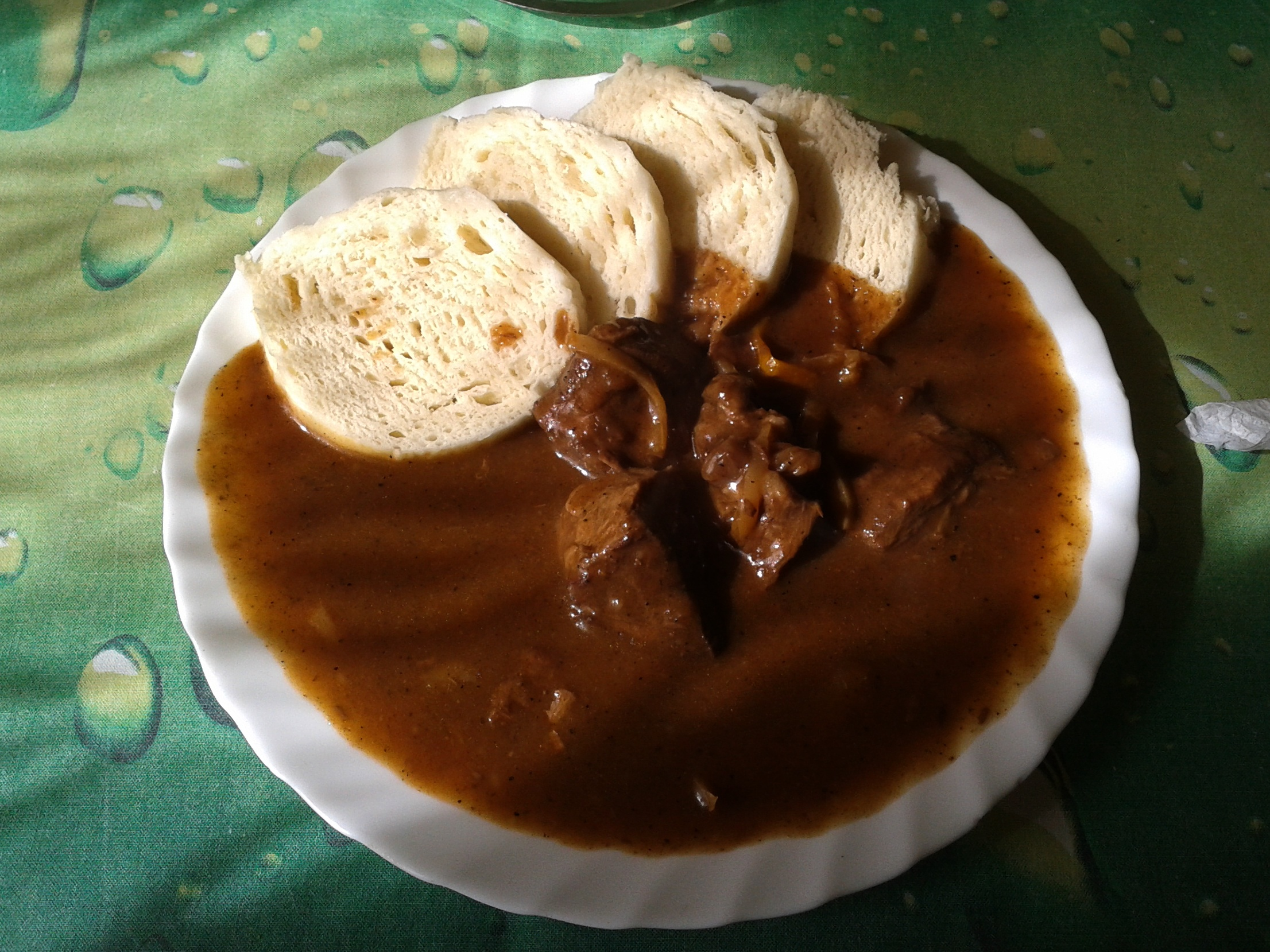
Csehország, madarsky gulaš
Csehország, guláš s knedlíky
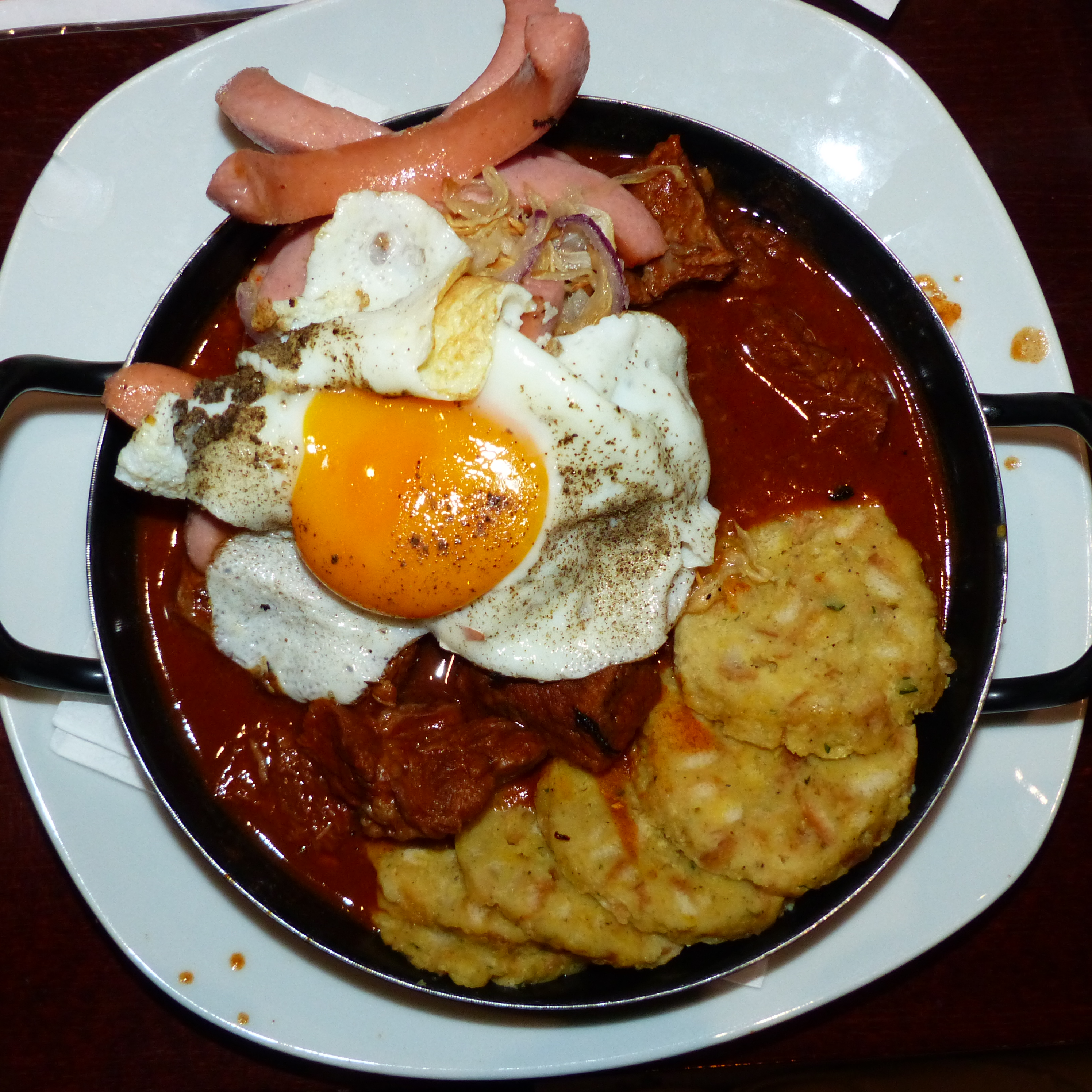
Ausztria, wiener fiakergulasch
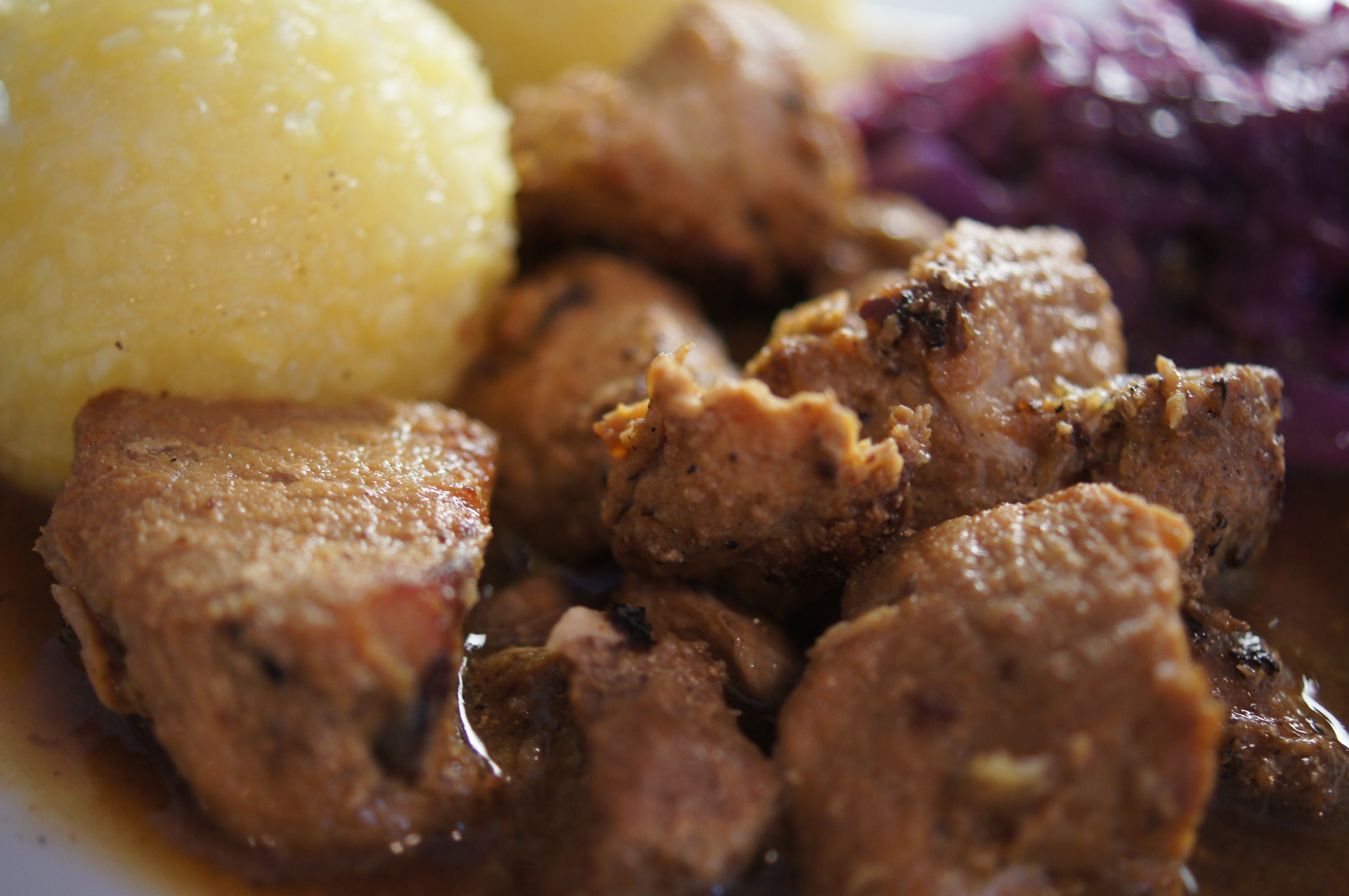
Németország, rindergulasch
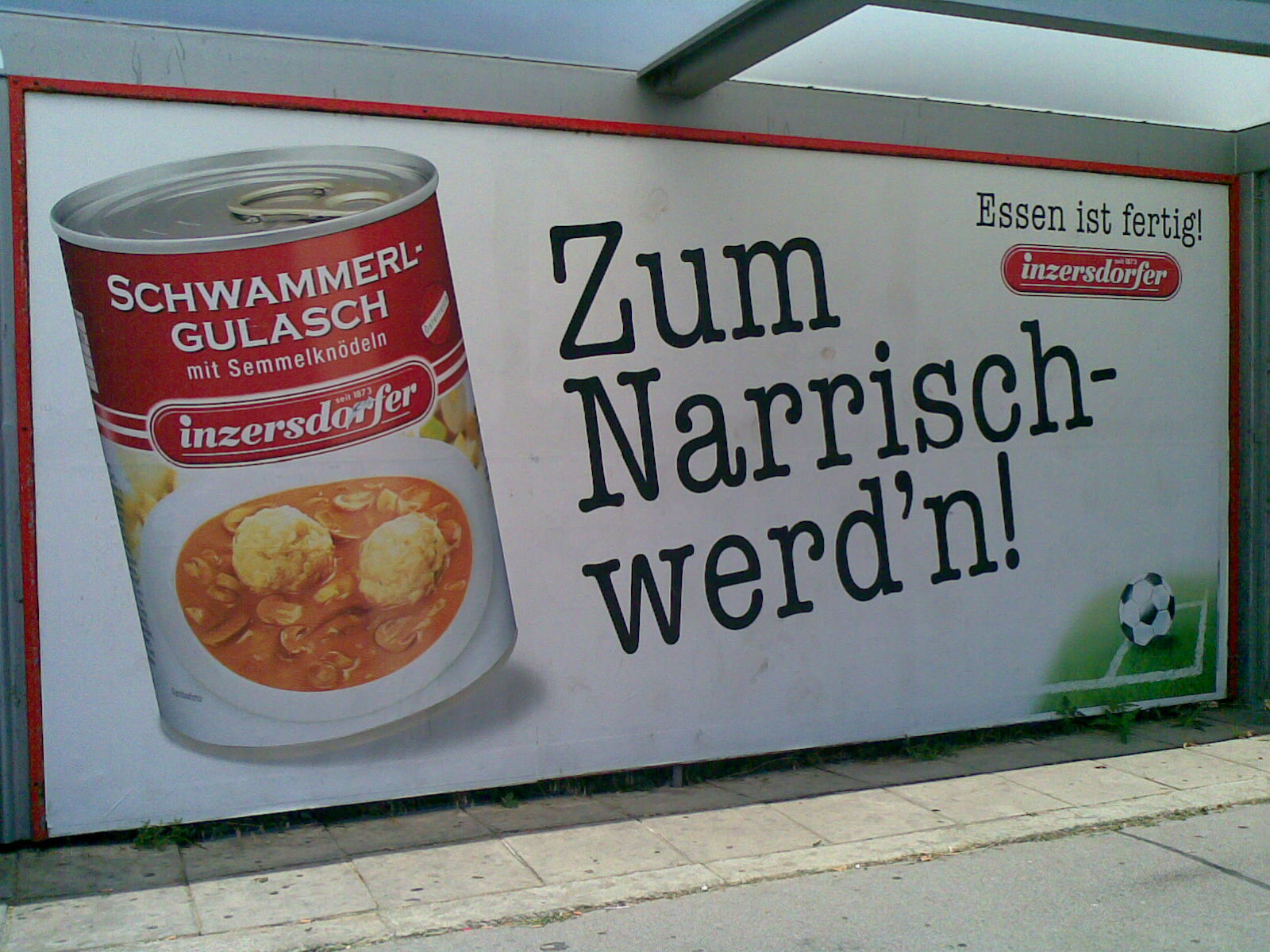
Németország, schwammerlgulasch
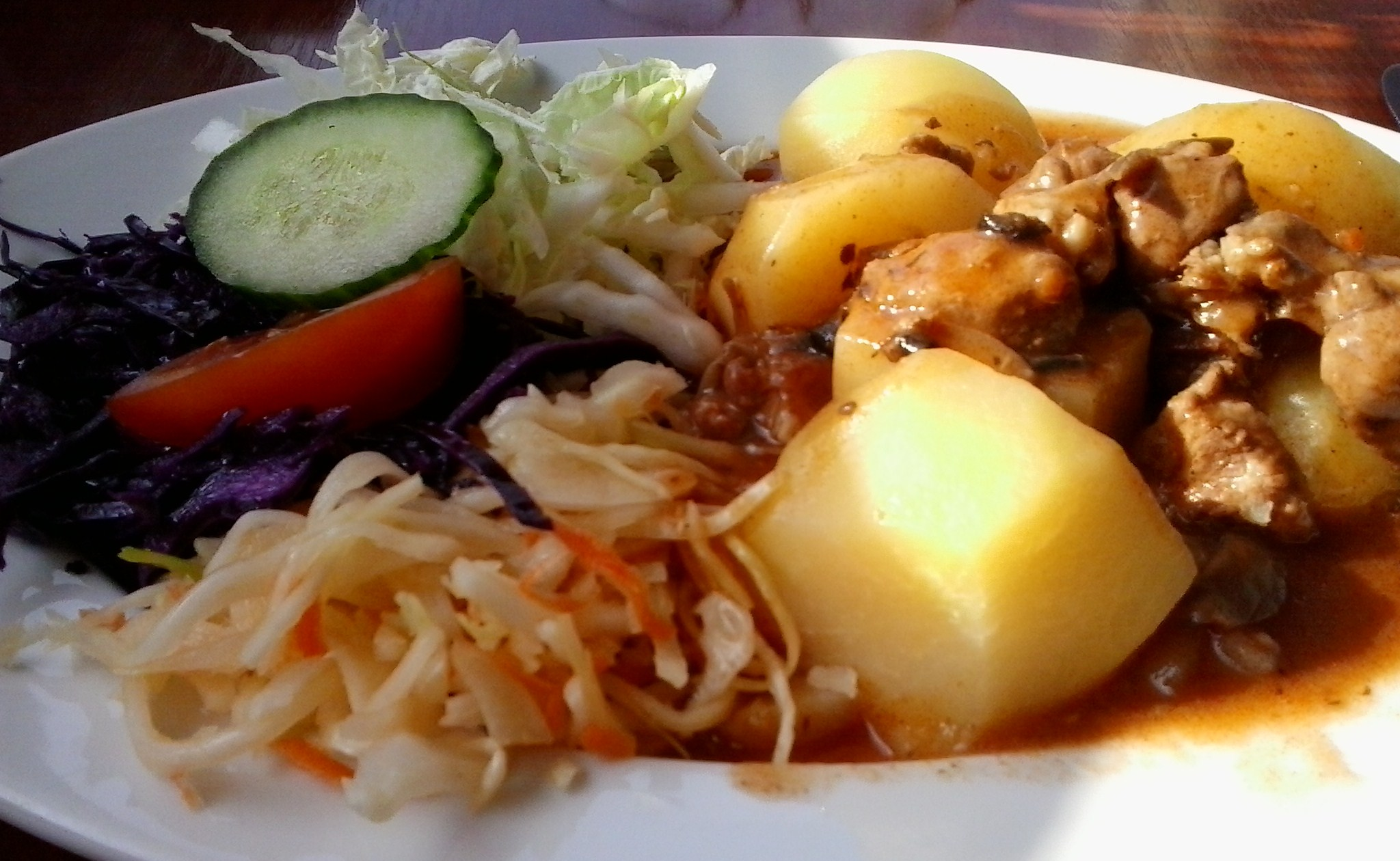
Lengyelország, polski gulasz
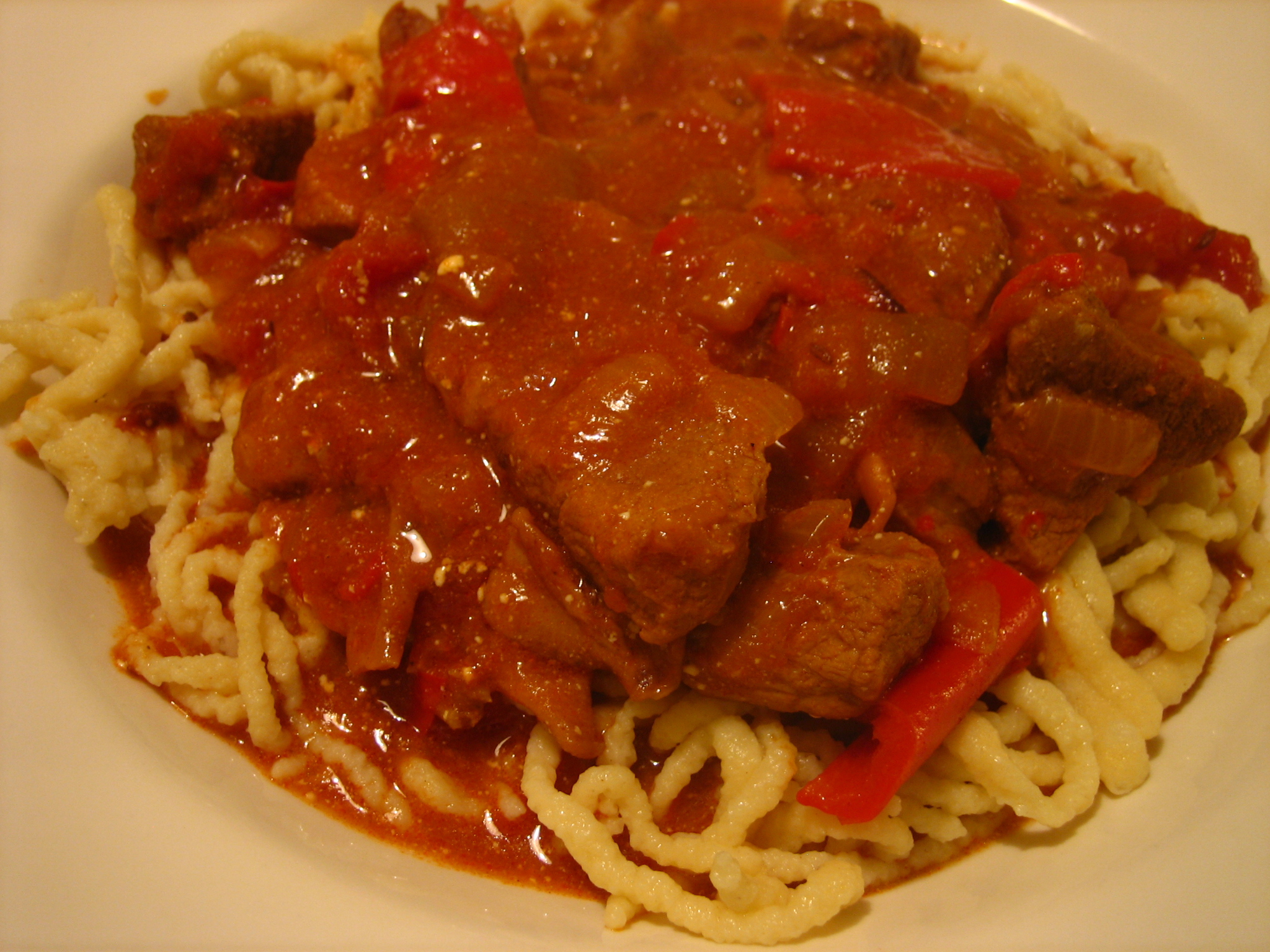
USA, pork goulash
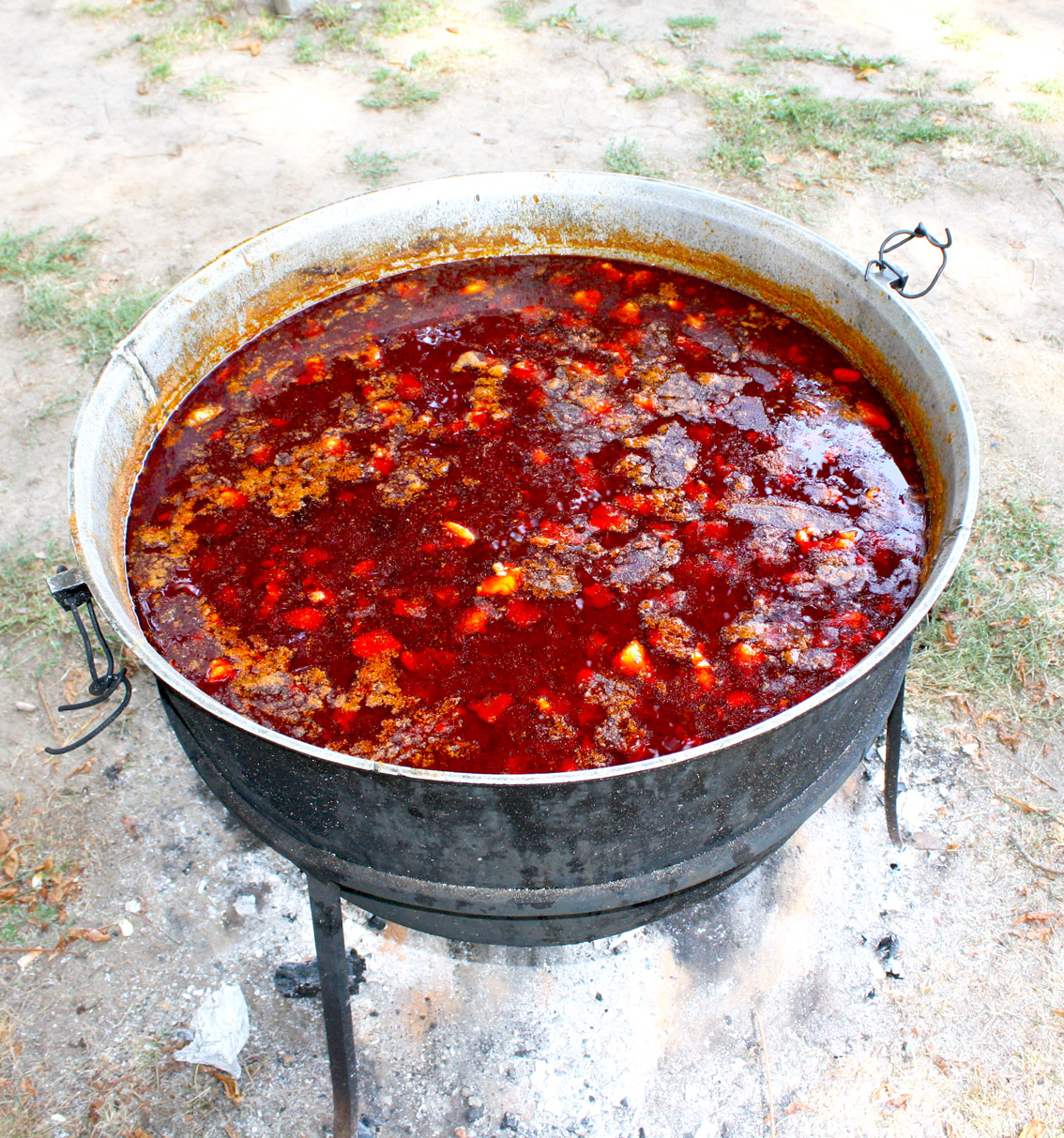
Ukrajna, гуляш
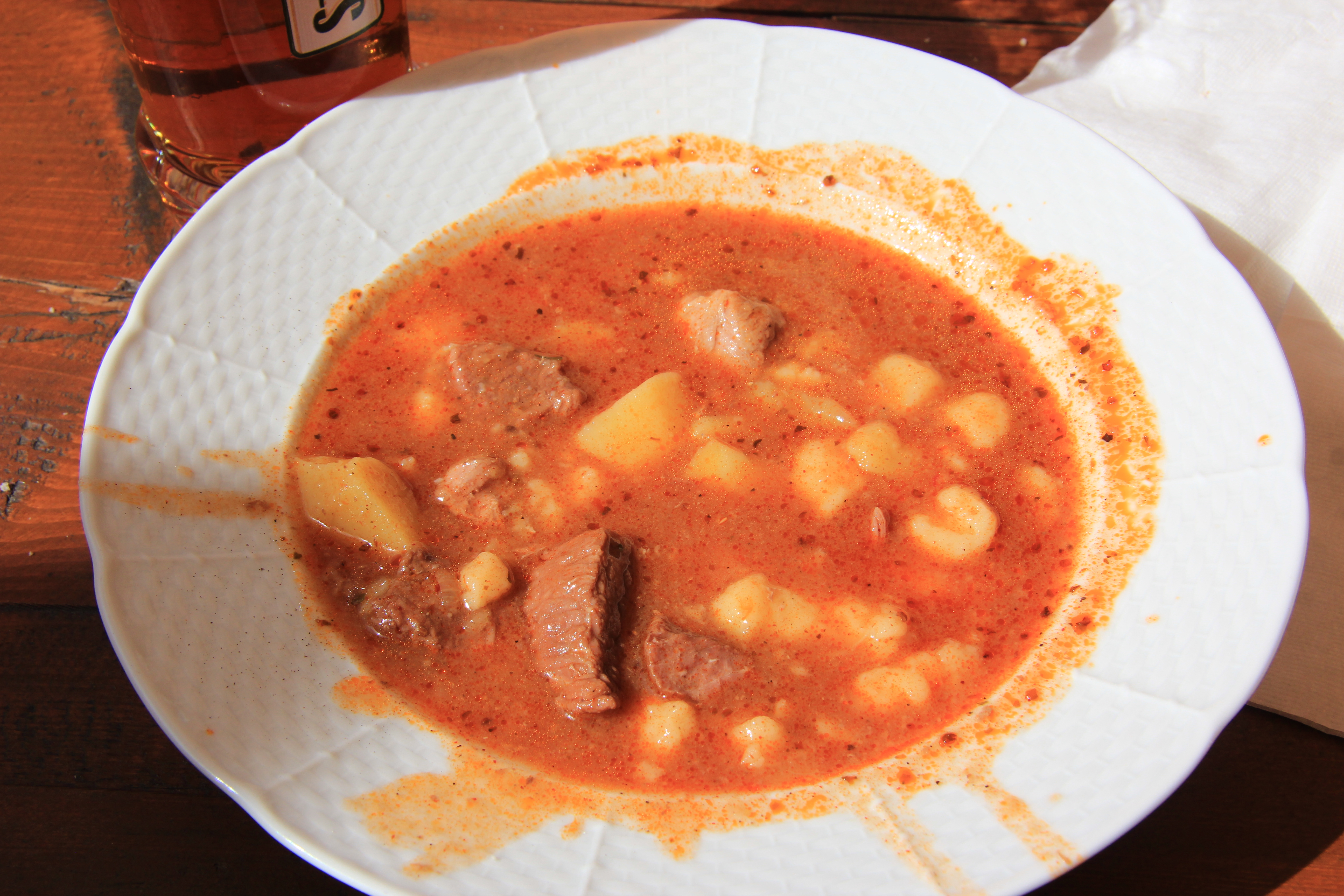
Szlovákia, slowak gulasch